# 1964年中国大陆
| 中国历史 / 中国历史年表 |
| 世紀： 19世纪中国 / 20世纪中国 / 21世纪中国 |
| 年代： 1930年代中国 / 1940年代中国 / 1950年代中国大陆 / 1960年代中国大陆 / 1970年代中国大陆 / 1980年代中国大陆 / 1990年代中国大陆                             |
| 年份： 1960年中国大陆 / 1961年中国大陆 / 1962年中国大陆 / 1963年中国大陆 / 1964年中国大陆 / 1965年中国大陆 / 1966年中国大陆 / 1967年中国大陆 / 1968年中国大陆 |
| 纪年： 甲辰年（龙年）、中华人民共和国成立15周年 |

## 领导人
- 中共中央主席：毛泽东
- 国家主席：刘少奇
- 国务院总理：周恩来
- 全国人大常委会委员长：朱德
- 国家副主席：宋庆龄和董必武

## 大事记

### 時間不明
- 中国４４１Ｂ全晶体管计算机研制成功。
- 中国“6401”工程会战开始，主攻项目是600/960路微波和载波系统。1966年成功。

### 1月
- 1月1日，《毛泽东诗词》首次出版。
- 1月1日，《解放军报》文化副刊上，辛子陵发表《关于曹操的“龟虽寿”——答李祖建同志问》。
- 1月3日，中國大陸的中央军委发出号召学习郭兴福教学法的指示。此时，全国正在开展工业学大庆、农业学大寨的群众运动，提出了比、学、赶、帮、超的口号。
- 1月27日，卫生部、劳动部发布《工业企业设计卫生标准(试行)实施办法》的通知。
- 1月，根据中国共产党中央委员会主席毛泽东指示，在中共中央领导下，成立“文化革命五人小组”，由彭真、陆定一、康生、周扬、吴冷西组成。

### 2月
- 2月5日，中共中央发出《关于传达石油工业部关于大庆石油会战情况的报告的通知》。此后，全国工业交通战线掀起了学习大庆经验的运动。
- 2月9日，中共中央主席毛泽东对来访的朝鲜劳动党委员长金日成说，在中国各种“搞地下工作”的坏人有1000万人，毛泽东计算了一下：在6亿5000万人口中，这种人就占了1/65，就是65人中有1个。
- 2月10日，《人民日报》发表《大寨之路》的报道，全国农村掀起了农业学大寨运动。是日原英雄小姐妹为保护人民公社的绵羊，被严重冻伤，后被树立为中华人民共和国的宣传偶像。
- 2月20日，中共中央给苏共中央发去一封短信，痛斥“苏共领导一方面装着要团结的样子，叫嚷停止公开争论；一方面又背着中国共产党策动新的反对中国共产党的运动”。
- 2月23日，毛泽东在春节座谈会上对章士钊说：“对宣统要好好团结，他和光绪皇帝是我们的顶头上司，我做过他们下边的百姓。听说溥仪生活不太好，每月只有180多元薪水，怕是太少吧。我拿点稿费，通过你送给他改善改善生活，不要使他‘长剑归来兮食无鱼’，人家是皇帝嘛！”章士钊送钱给溥仪并传达了毛主席的话，溥仪感激涕零。
- 2月25日，中华人民共和国国防部发布命令：授予人民解放军某部六连以“硬骨头六连”称号。
- 2月29日，毛泽东先后会见两个外国党的领导人。在谈话中，他批评中央农村工作部有人主张“三自一包”(三自是自留地、自由市场、自负盈亏；一包是包产到户)。
- 2月，毛泽东说：“要把唱戏的、写诗的、戏剧家、文学家赶出城，统统轰下乡……不下去就不开饭”。
- 2月，中苏第一次边界谈判在北京饭店启动。

### 3月
- 3月3日，《林彪工作札记》毛泽东与林彪密谈：是福还是祸？毛嘱：要我关注政局在变化，要我多参与领导工作。又问：上层也在学苏联，搞修正主义，怎么办？中国会不会出赫鲁晓夫搞清算，搞了怎么办？毛认为被人架空，这个人是谁？我吃了一惊，冒了一身冷汗。一场大的政治斗争要来临。”
- 3月16日，国家计委、财政部、劳动部发布关于分配1964年防止矽尘专款的通知。
- 3月30日，毛泽东乘专列来到郑州，住在省委第三招待所8号楼。毛泽东在三所住了4天3夜（1959年河南省一号工程正式启动，叫“5901工程”。“5901工程”就是为党中央和毛泽东修建招待所。号称河南“钓鱼台”。“三所”主体工程于1962年完工，1959年至1962年正是“人为灾害”，河南饿死人数全国之最。）
- 3月31日，下午毛泽东在郑州三所接见了以朗诺为首的柬埔寨军事代表团。是日香港各界人士在政府大球场欢送总督柏立基。
- 3月，因一九六三年七月《人民日报》发表了王若水谈“桌子的哲学”的文章，黄林发表文章提出了不同看法，随之引起讨论。

### 4月
- 4月10日，毛泽东在会见一个外国党的代表团时说：中国如搞修正主义，你们就不好混。如中国出了赫鲁晓夫，搞资本主义路线，你们怎么办？
- 4月12日，第一颗原子弹爆炸细节决定后的第二天，毛泽东亲自修改了给赫鲁晓夫七十寿辰的贺电。贺电原来准备写上分歧和争论，毛泽东改成“〔分歧〕只是暂时的，一旦世界发生重大事变，”他就会跟赫鲁晓夫“共同对敌”。对赫鲁晓夫，毛泽东亲笔加上“亲爱的同志”几个字，结尾处还着意使用中苏友谊鼎盛时的套语：“让帝国主义和各国反动派在我们的团结面前颤抖吧，他们总是会失败的。”
- 4月15日，开始限期收回1953年版的三元、五元和十元纸币，一个月后停止收兑，不再流通使用。
- 4月16日，毛泽东说，在他之前中共有五朝书记：陈独秀、瞿秋白、向忠发（实际工作是李立三）、博古、张闻天。张算是第五朝了。

### 5月
- 5月2日，中国登山运动员首次登上西藏境内的希夏邦马峰峰顶。
- 5月7日，湖南省浏阳县城关出口鞭炮厂重大火药爆炸，死亡35人，伤16人。
- 5月10日、11日、13日，毛泽东连续三天听取国家计委关于第三个五年计划的编制汇报。国家计委这个计划是以解决吃、穿、用为第一位的，毛泽东提出了一个新的设想：搞三线建设。这可是一个大的战略构想，是大调整、大行动。改变了首先解决老百姓吃、穿、用的计划方针，提出以国防建设第一，加速三线建设，逐步改变工业布局的指导思想。
- 5月11日，《毛泽东思想万岁》丁本496页；见矢吹晋编译：《毛泽东社会主义建设を语る》，（东京）现代评论社1975年，256页。）毛主席语录：“现在的苏联是资产阶级专政，大资产阶级专政，德国法西斯专政，希特勒式的专政，是一帮流氓，比戴高乐还坏。”
- 5月15日～6月17日，毛泽东在北京主持召开中央工作会议，在会上提出培养无产阶级革命接班人的问题。
- 5月林彪根据他自己“走捷径”“背警句”的主张，授意解放军总政治部编辑出版了《毛主席语录》。

### 6月
- 6月8日在中央高层会议上毛泽东第一次用“中国的赫鲁晓夫”这个字眼，说明他是有所指的，刘少奇意识到毛是针对他的。
- 6月12日——南非黑人政治家納爾遜·曼德拉被判終生監禁。
- 6月15日下午4时毛泽东、刘少奇、周恩来、朱德、邓小平诸政治局常委（陈云、林彪请假）率领到会的政治局委员、各中央局、各省市自治区和中央各部委负责人来到北京十三陵射击场，观看北京军区尖子分队的军事表演，毛泽东和其他领导人同参加表演的分队官兵合影留念。然后，在总参谋长罗瑞卿和北京军区司令员杨勇的陪同下巡视了演习场。当毛泽东看到沙袋上有蒋介石的漫画像时，上前用拳头打了几下，诙谐地说：“老朋友，久违了。我也打你几拳。”
- 6月16日——77國集團成立。
- 6月27日毛泽东在一个批示中又一次提到裴多菲俱乐部。
- 6月29日——中國自行研制的中近程火箭繼1962年3月21日首次試驗失敗之后再次發射試驗，獲得成功。

### 7月
- 7月2日——毛泽东同贺龙、罗瑞卿谈话说：“看了北京、济南军区尖子部队表演，很好，要在全军中普及。光有尖子部队是不够的。普及要多久？”贺龙答：“要两年。”“要很好布置，要抓紧这个工作。”是日美国总统约翰逊签署民权法案。
- 7月4日——纪念玄奘逝世一千三百周年法会在西安大慈恩寺举行。是日，刘伯承在东北视察部队时眼疾发作，诊断为急性青光眼，不得不乘专车返回北京，住进北京医院，从此左眼只能分辨出衣服的颜色。
- 7月5日——王光美向河北省委口头汇报了“四清”工作的情况，整理出来后即《桃园经验》。毛泽东看了《桃园经验》很欣赏，将这份报告批转全国，以示推广，并让王光美到处作报告，还让刘少奇根据桃园经验修改《前十条》。
- 7月7日，台湾李南屏中校自菲律賓庫比角空軍基地起飛，偵查中华人民共和国對北越於海南島中越邊境的補給路線，在福建省澄海縣上空被解放軍空軍SA-2防空导彈擊中，李南屏彈射逃生失敗身亡。
- 7月10日——毛泽东接见日本社会党人士代表团时，突然发表讲话，称：“苏联占的地方太多了。……一百多年以前，把贝加尔湖以东，包括伯力、海参崴、堪察加半岛都划过去了。那个帐是算不清的。我们还没跟他们算这个。……外蒙古的领土，比你们千岛的面积要大得多。”
- 7月14日——《人民日报》发表的重要文章《关于赫鲁晓夫的假共产主义及其在世界历史上的教训》。
- 7月17日——《人民日报》发表文章，点名批判杨献珍的“合二而一”论。是日，林黛，香港电影明星、亚太影后、程思远女儿，吞服两瓶安眠药自杀（1934年生）。
- 7月21日——梅花自1964年7月21日起，經中華民國行政院會議決議，訂為中華民國國花。
- 7月27日——将王光美蹲点的《桃园经验》批发全党学习，允许王光美在中央和国家机关，在11个省市自治区党政机关作报告，学习王光美在河北抚宁县桃园大队四清经验。“四清运动”大规模展开。
- 7月30日——召开的中苏第七次谈判全体大会上，中方再度从商谈转入控诉“150万平方公里领土”和要求苏联承认不平等条约，再次成为会谈唯一主题。
- 7月——毛泽东对办公室汪东兴说：“摆设盆花是旧社会留下来的东西，这是封建士大夫阶级、资产阶级公子哥儿提笼架鸟的人玩的。”“现在要改变。”“你们花窖要取消，大部分花工要减掉。”

### 8月
- 8月1日——国家主席刘少奇又在北京人民大会堂对中央党、政、军机的负责干部作了一个大报告。讲了一通干部蹲点的必要性、重要性后，要求大家向王光美学习。
- 8月9日——周恩来总理在北京天安门广场，主持十万人声援越南的群众集会。地空导弹一营在广西宁明设伏时一架美国U-2飞机，由越南河内方向飞入广西宁明，对中越边境实施侦察。一营按“近快战法”并使用了照射天线，适时发射导弹，在导弹飞向U-2的途中，制导雷达突发故障，导弹失控未能击落对方。
- 8月17日——中共中央和国务院批转国家经济委员会党组《关于试办工业、交通托拉斯的意见的报告》，批准在全国协办12个托拉斯。
- 8月22日——中苏第一次边界谈判因此陷入僵局，在没有达成任何协议的情况下，苏联代表团回国。
- 8月24日——国家主席刘少奇在昆明给云南、贵州两省地、市、州委书记做关于“社会主义教育运动”的报告，王光美也做了关于“桃园经验”的报告。刘少奇虽然没去贵州，但贵州的“四清”是在他的思路和“桃园经验”的指导下进行的。刘少奇在昆明的报告中，点名批评了贵州省委第一书记周林，所以，贵州省的“四清”运动非同小可。
- 8月25日，劳动部、卫生部、中华全国总工会根据全国二届人大第四次会议79号提案，决定对煤矿井下从事薄层工作、必须采取跪卧式体位的工人引起的滑囊炎，从1964年10月1日起按职业病执行。
- 8月29日，美军1架DC-130型运输机从冲绳嘉手纳基地起飞，翼下挂载BQM-147G型无人机，飞抵南海上空投放。随后，无人机高度上升至1.75万米，时速750千米，从海南岛海口首次入侵中国领空，穿越雷州半岛，经广西南宁、梧州、广东兴宁、福建漳州，从厦门出海，到台湾北部湖口上空伞降回收。接着在9月初至10月上旬，美军又连续在中国南部诸省入侵侦察6架次。
- 8月30日——公安部长罗瑞卿交给毛泽东的一份报告称苏联赫鲁晓夫很可能对中国有大打、中打、小打规模战争。于是毛泽东在西南实施三线建设的第一份文件——《关于国家经济建设如何防备敌人突然袭击的报告》正式出台。并在北方平原地带启动大规模的“人造山”工程，以阻止苏联的坦克入侵。结果是“劳民伤财”“劳兵伤残”。耗资巨大，也没有派上用场，造成极大“浪费”的历史证据。直到一九七一年九一三林彪摔死，巨大工程才停止建造。

### 9月
- 9月1日——中共中央转发《关于一个大队的社会主义教育运动的经验总结》(简称“桃园经验”。经验中说“‘四不清’严重的干部和他们上面的保护人要用各种办法抵抗‘四清’运动”。
- 9月15日——赫鲁晓夫也借助会见日本代表团的机会，对边界作出了回应。他说：中国各个朝代的帝王，是不逊色于俄国沙皇的掠夺者。
- 9月18日——中共中央发出《关于印发农村社会主义教育运动中一些具体政策规定的修正草案的通知》(简称第二个《后10条》)。是日最高人民法院在《关于国家经租的房屋不允许继承问题的批复》。
- 9月21日——肖华出任总政治部主任。他上任后根据林彪的指示派出刘志坚副主任率领八个工作组到基层蹲点，意在为否定大比武搜集材料。
- 9月28日至10月12日——罗马尼亚领导人毛雷尔、齐奥塞斯库在中国访问期间，曾劝中国同苏联和好。毛泽东顶了，意思是不行，要和好，苏联总要有个表示，先讲话(自我批评)，百分之九十的责任应该是他们的；林彪在一旁说百分之九十九。
- 9月30日——苏加诺总统警卫部队营长翁东（Untung）中校率人逮捕处死了印尼陆军司令和其他五个主要将领。毛泽东在跟宫本显治的谈话中把这一事件称为“印尼共产党的武装起义”。可是，一个未曾预料到的变故使全盘计划土崩瓦解。密谋者中有一人偷偷把“九三〇”行动计划通知了陆军将领苏哈托（Suharto）。苏哈托本人不在处决的名单上，他做好准备，等逮捕处死完毕后，立即出面控制军队，在全国掀起血腥大屠杀，直杀了数十万共产党人、同情者和无辜平民。印尼共产党领导人几乎被一网打尽，上了断头台，苏加诺总统被迫让位。苏哈托将军建立起一个反华、反共、迫害华侨的军事独裁政权。

### 10月

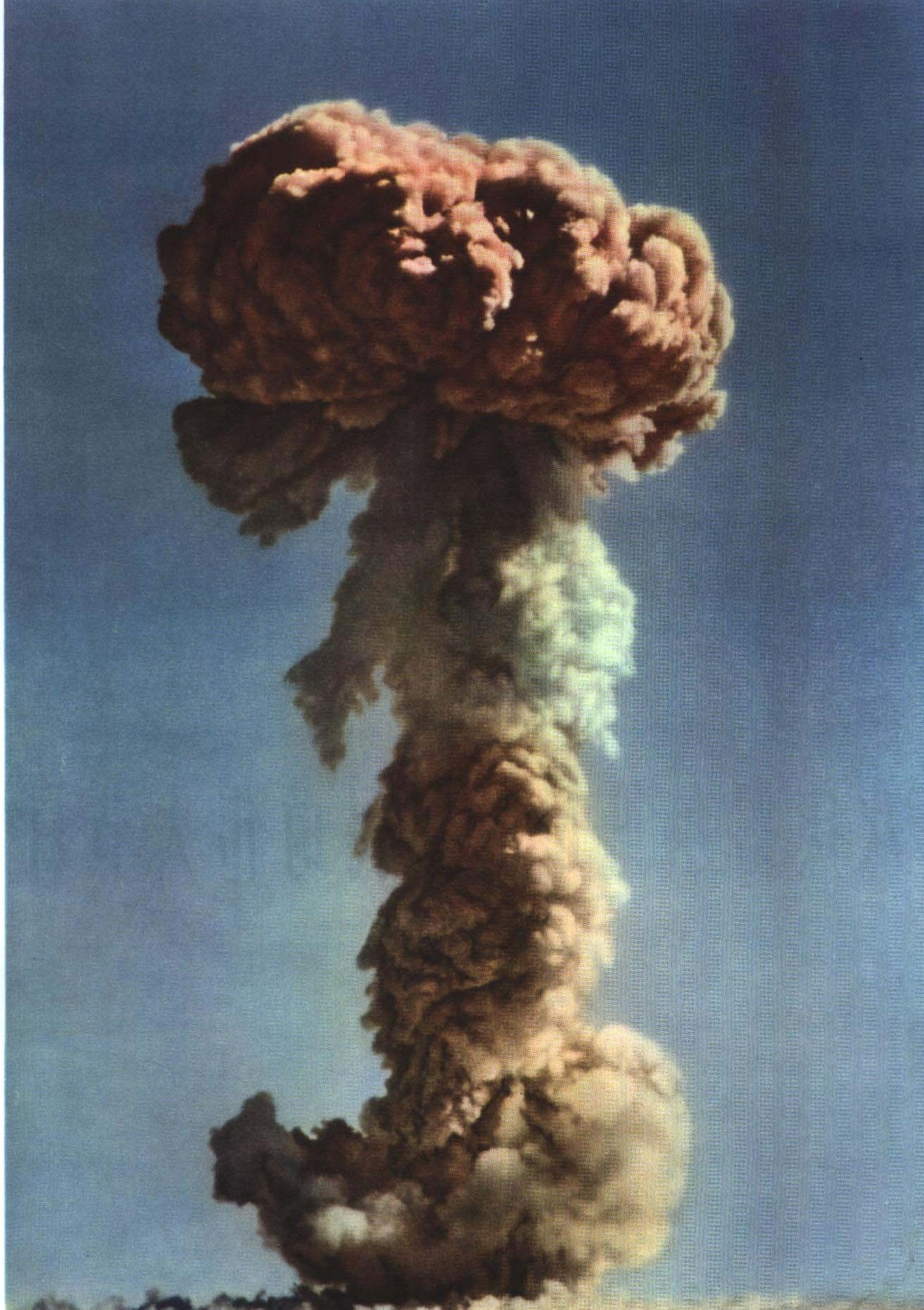
1964年首次原子弹爆炸

- 10月13日——1架美军BQM-147G从广西友谊关上空入侵中国领空，继而到雷州半岛上空侦察。中国空军驻遂溪的航空兵第1师作战分队起飞1架歼-6进行截击。飞行员在地面指挥所引导下，在1.76万米高度上发现美军，3次开炮，未命中目标。飞行员不甘心，朝无人机冲去，没有撞到敌机，自己飞机却进入了螺旋，急剧地旋转下降高度，他几次试图改出螺旋均未成功，弃机跳伞，平安生还。
- 10月15日——大型音樂舞蹈史詩—《东方红》在北京公演。
- 10月16日——中國第一次成功试爆原子弹。
- 10月18日广东省委向中央和中南局提出《关于国防工业和三线备战工作的请示报告》。
- 10月22日《人民日报》就中国第一颗原子弹爆炸成功发表题为《打破核垄断，消灭核武器》的社论。
- 10月29日——中华人民共和国與赞比亚共和国建交。

### 11月
- 11月3日——蓝田猿人头盖骨发现。

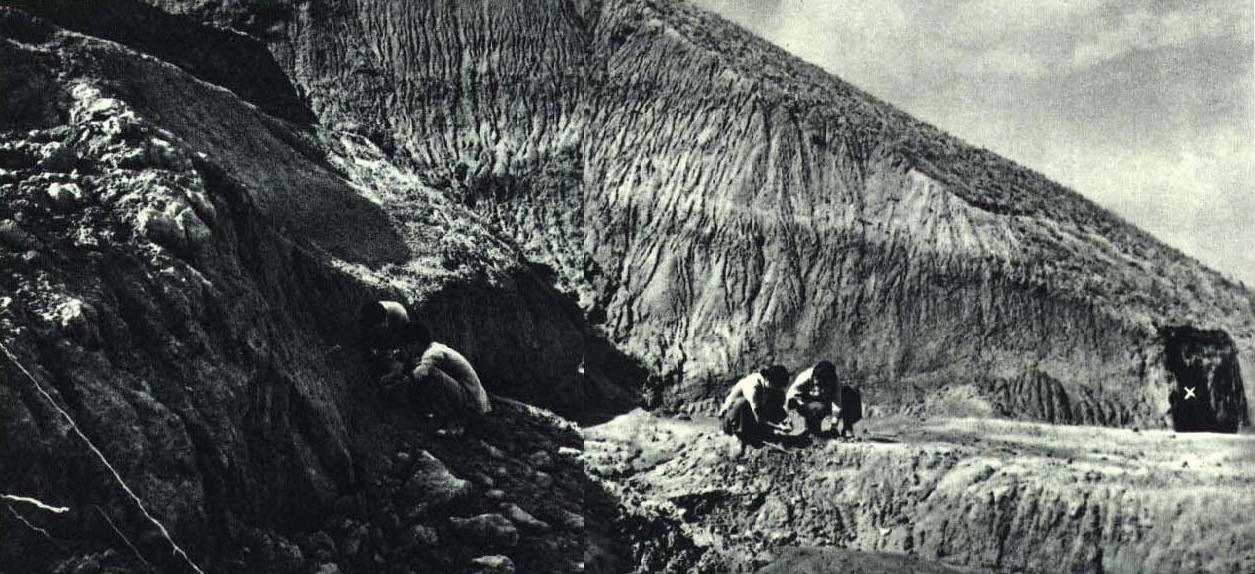
蓝田人遗骸发现地 X

- 11月7日——为争取和苏联缓和关系，这年十月革命节，中共中央派出以周恩来为团长，贺龙为副团长，伍修权、刘晓、乔冠华为团员的中国党政代表团，赴莫斯科参加十月革命47周年庆祝活动，并同苏联新领导人探讨改善两国两党关系的可能性。克里姆林宫举行的“十月革命”节阅兵之后的招待会上，苏联国防部长马利诺夫斯基带着苏联的主要中文翻译走到周恩来和贺龙跟前，冷不防的说：“俄国人民要幸福，中国人民也要幸福，我们不要任何毛泽东，不要任何赫鲁晓夫来妨碍我们的关系。”周恩来勃然变色，对马利诺夫斯基说：“你的话我不懂。”马利诺夫斯基又转向因林彪生病主持军委日常工作的贺龙元帅（此时贺龙元帅正同崔可夫元帅交谈），说：“不要让任何毛泽东、赫鲁晓夫来妨碍我们。我们现在已经把笨蛋赫鲁晓夫搞掉了，你们也应该效仿我们的榜样，把笨蛋毛泽东也搞下台去。这样我们就能和好。”马利诺夫斯基还使用了粗野的语言：“我穿的元帅服是斯大林的狗屎，你穿的元帅服是毛泽东的狗屎。”贺龙听完翻译，敛容变色，当场提出抗议。贺龙跟他争执起来，马利诺夫斯基讪讪而去。贺龙当即找到周恩来总理，报告这一严重事件。周恩来向勃列日涅夫、苏斯洛夫、米高扬指出：“这是严重的挑衅。中国代表团提出严正抗议。”勃列日涅夫了解情况以后解释说：“马利诺夫斯基今天喝多了，是酒后失言。”他代表苏联党和政府表示道歉。随即中国代表团离开了宴会大厅。离开莫斯科的时候，他感慨万端地说，他以后将很难再来苏联了。的确，中共执政后他访问苏联十次，这是最后一次。这也是毛泽东在世时最后一个中共高级领导对苏联的访问。
- 11月9日——中共高校转发了《毛主席与毛远新谈话纪要》，从此毛远新闻名全国。“阶级斗争是你们的一门主课。你们学院应该去农村搞‘四清’，去工厂搞‘五反’。阶级斗争不知道，怎么能算大学毕业？反对注入式教学法，连资产阶级教育家在‘五四’时期早已提出来了，我们为什么不反？教改的问题，主要是教员问题。”
- 11月14日——访苏代表团回到北京，毛泽东率领全体领导人到机场欢迎。这是告诫莫斯科：中国共产党团结牢不可破。
- 11月15日——11时53分，地面预警雷达发现在海南岛陵水东170千米处上空有美军1架BQM-147G，航向320°，高度1.76万米，速度780千米/小时，经海南岛文昌、琼州海峡，直指澜洲岛。11时58分，空军驻遂溪机场的空1师作战分队的徐开通奉命驾驶歼-6起飞拦截，航向170°出航。12时20分，当徐开通驾机至高度1.62万米时，于左前方15千米处发现无人机拉烟(凝结尾迹)，21分30秒压准敌机航迹，22分15秒距敌机3.8千米、高度1.66万米、观察角25°、上升角度15°-16°将飞机拉起做动力跃升，高度跃至1.75万米改平，从敌机后下方以5°进入角进入，用固定光环瞄准，距敌机400米、300米两次开炮均未命中。徐开通稳住飞机，继续接敌，在距敌机230米处瞄准敌机腹部第三次开炮，一直打到距敌机140米，看到敌机中弹冒烟并掉下很多碎片时，迅速带左坡度脱离敌机，一团火球从上方几米的高度一掠而过，场面十分惊险。23分20秒，徐开通向指挥所报告“击中目标”、“敌机反扣急旋下坠”。
- 11月26日，美国U-2飞机飞入中国领空，中国发射三发导弹未击中目标。
- 11月——王光美第二次下乡，到河北新城县高镇大队。

### 12月
- 12月10-20日，劳动部、卫生部、中华全国总工会在上海召开防止职业中毒经验交流现场会。
- 12月13日——中华人民共和国主席刘少奇签署特赦令，对于确实改恶从善的满洲国和蒙疆自治政府的战争罪犯实行特赦。同时对所谓的“国民党蒋介石集团”实行特赦。
- 12月15日至28日——中央工作会议讨论制定《农村社会主义教育运动中目前提出的一些问题》(简称《二十三条》)。这意味着“四不清”干部都被打成“敌人”。会议期间，毛泽东多次对少奇同志进行不点名的严厉批评。
- 12月20日——常委扩大会议上。第一次毛、刘公开分歧发生。在分析当时农村的主要矛盾问题上，刘少奇认为是“四清与四不清的矛盾”，性质是“人民内部矛盾和敌我矛盾交织在一起。”毛泽东对刘少奇的说法很不满意，不高兴地说：“什么性质？反社会主义就行了，还有什么性质？……主要矛盾是敌我矛盾，重点是整党内走资本主义道路的当权派。”
- 12月24日——林彪的老婆叶群离开部队到广州，向先期到达广州的林彪汇报。
- 12月25日——常委扩大会议上，毛泽东一开始就大发雷霆。他进入会场时，一手拿着《党章》，一手拿着《宪法》，上来就声色俱厉地责问：“我是党员，我是公民。你们（他指着邓小平和刘少奇）一个不让我参加党的会议，违反《党章》；一个不让我发言，违反《宪法》。据我看，我们这个党至少有两派，一个社会主义派，一个资本主义派。”
- 12月26日——是毛泽东的七十一岁生日。建国后，毛泽东从来不公开为自己过生日，这次破例。席问毫无喜庆气氛，在满座鸦雀无声的紧张空气里，毛泽东嬉笑怒骂，大讲“有人搞独立王国”，搞“修正主义”。稍知情的都明白他的锋芒所指。
- 12月27日——《林彪日记》记载：好不寻常！我、伯达、康生，成了毛生日的座上客，还有婆娘（林彪私下对江青的称呼）。毛喝了一瓶白沙液（按：湖南第一酒），翻来覆去问：“中央有人要抢班夺权，怎么办？要搞修正主义，怎么办？”
- 12月28日——晚林彪接见刘志坚和军报副总编唐平铸，说：“今年的比武把政治工作冲垮了。明年要反对单纯军事观点，反对单纯技术观点，反对单纯生产观点。比武挤掉了政治工作，第一步恢复比武以前的政治工作地位，第二步提高政治工作。”
- 12月29日——晚11时林彪再次接见刘志坚和唐平铸，口授了《关于当前部队工作的指示》。
- 12月31日——周恩来在第三届全国人民代表大会第一次会议上作的《政府工作报告》。初次提出「四個現代化」的主張。
- 本年底毛泽东在以前的秘书胡乔木写的信上说杭州“苏小小墓等”正在被“清理”当中，“您多年以前就提出的主张，在现在的社会主义革命新高潮中总算有希望实现了。”毛泽东在这段话旁批道：“这只是一点开始而已。”“今日仅仅挖了几堆朽骨，便以为问题解决，太轻敌了，且与事实不合……至于庙，连一个也未动。”

## 出生
- 6月25日——路学长，中国导演（逝于2014年）
- 9月30日——梁冠华 中国话剧影视演员
- 奚志农，中国野生动物摄影家和环保主义者。
- 繆文民，內蒙古第一機械集團有限公司董事長及黨書記。

## 逝世
- 2月28日，周保中，抗日英雄，著名共产党人去世（1902年生）。
- 3月30日，邓锡侯，国民党爱国将领去世（1889年生）。
- 5月14日，焦裕禄因肝癌在郑州去世，原中共河南省兰考县委书记（1922年生）。